# Gestreepte kathaai
De gestreepte kathaai (Poroderma africanum) of naar het Engels pyjamahaai is een haai die voorkomt aan de Zuidkust van Zuid-Afrika, van Valsbaai tot Oost-Londen. De kathaai dankt zijn naam aan de zeven donkere horizontale strepen op zijn bovenlijf.
De vis komt voor op de zeebodem nabij zeeriffen. De vis kan 95 cm lang worden.